# Адамув (Бжезінський повіт)
Адамув (пол. Adamów) — село в Польщі, у гміні Бжезіни Бжезінського повіту Лодзинського воєводства.
Населення — 112 осіб (2011).
У 1975-1998 роках село належало до Скерневицького воєводства.

## Демографія
Демографічна структура станом на 31 березня 2011 року:
|          | Загалом | Допрацездатний вік | Працездатний вік | Постпрацездатний вік |
| -------- | ------- | ------------------ | ---------------- | -------------------- |
| Чоловіки | 59      | 10                 | 43               | 6                    |
| Жінки    | 53      | 8                  | 33               | 12                   |
| Разом    | 112     | 18                 | 76               | 18                   |